# Mycalesis ita
Mycalesis ita är en fjärilsart som beskrevs av Felder 1863. Mycalesis ita ingår i släktet Mycalesis och familjen praktfjärilar. Inga underarter finns listade i Catalogue of Life.